# Sadek (Szydłowiec)
Pour les articles homonymes, voir Sadek.
Sadek [ˈsadɛk] est un village polonais, dans le Powiat de Szydłowiec et dans la voïvodie de Mazovie dans le centre-est de la Pologne.
Il est situé à environ 6 kilomètres au sud-estde Szydłowiec et à 114 kilomètres au sud de Varsovie.

Sa population compte 981 habitants.